# Stefan Milutin
Stefan Uroš II. Milutin (1253. – 29. listopada 1321.) bio je srpski kralj od 1282. godine pa do svoje smrti. Poznat je i kao Sveti kralj. Srpska pravoslavna crkva slavi Milutina kao svetitelja.

## Dolazak na vlast
Stefan Uroš II. bio je najmlađi sin Stefana Uroša I. i  Jelene Anžujske. Njegov brat Stefan Dragutin je postao kralj Srbije 1278. godine. Tijekom lova 1282., Dragutin je bio teže ozlijeđen, pa je, očekujući smrt, abdicirao u bratovu korist kako bi umro kao monah. Iako je kasnije ozdravio vlast u Srbiji obnaša Milutin, dok Dragutin dobiva Mačvu, Beograd i Tuzlu od Ugarske čime nastaje kraljevstvo Srijema.

## Vladavina
Odmah po stupanju na vlast Milutin napada Bizant koji je u to vrijeme bio zabrinut zbog moguće invazije Normana iz Južne Italije. Napad postiže potpuno iznenađenje tako da je osvojena današnja sjeverna Makedonija, a Skoplje postaje glavni grad Srbije. Tijekom sljedeće dvije godine Srbija će osvojiti i dio Albanije s Dračom (1284.) nakon čega dolazi do stanja niti rata niti mira s Bizantom.
1288. Dragutin i Milutin su zajedno napali vazale Bugarskog cara nakon čega dolazi do rata s Bugarskom. Bugarska vojska će biti pobijeđena u Srbiji, a tijekom protunapada dva brata će osvojiti i bugarsku prijestolnicu Vidin. Jedini problem u tom potpunom vojnom uspjehu postaje mongolska Zlatna Horda čiji je Bugarska vazal. Kako bi se izbjegao rat s Mongolima Milutin šalje svog sina Stefana Dečanskog i druge taoce u Zlatnu Hordu.
Sklapanje mira s Bizantom i prestanak prijetnje Zlatne Horde 1299. rezultira svađama među braćom i početkom ratnih incidenata. 
Do pravog rata dolazi tek 1314. godine nakon Dragutinove smrti. Milutinova vojska je gotovo bez otpora pregazila kraljevstvo Sirmije, ali ga Ugarska oslobađa 1319. godine.

## Nasljeđivanje
| Portal:Kršćanstvo | Portal: Kršćanstvo |

Milutinov najstariji sin Stefan Dečanski pobunio se (ili prema nekim izvorima, samo posvađao sa ocem) tako da je prognan 1314. u Carigrad, a prestolonasljednik je postao Stefan Konstantin. Kratko prije smrti 1320. ili 1321. Milutin poziva Stefana Dečanskog da se vrati u domovinu kako bi preuzeo krunu.
Ovaj uspješni srpski kralj, Milutin, koji je proširio svoju državu na sjever do Dunava (istočno od Beograda) i jug (zauzeo je Skoplje) stvorivši tako temelje za Carstvo Dušana Silnog umire 29. listopada 1321. godine. Za novog kralja je bio okrunjen Stefan  Dečanski što će rezultirati kratkim građanskim ratom u kojem će Konstantin biti poražen i ubijen.